# 威尼斯鎮區 (密歇根州)
威尼斯鎮區（英語：Venice Township）是位於美國密歇根州夏厄沃西縣的一個行政鎮區。

## 地方資料
威尼斯鎮區的面積為97.20平方千米，當中陸地面積為97.00平方千米，而水域面積為0.20平方千米。根據2020年美國人口普查的數據，當地共有人口2422人，而人口密度為每平方千米24.92人。